# PartinG
Вон Ли Сак (кор. 원이삭, род. 24 августа 1994, Республика Корея), более известный под своим никнеймом PartinG, — корейский профессиональный игрок в StarCraft II, играющий за расу протоссов. Чемпион мира 2012 года и первый киберспортсмен, удостоившийся этого титула. По состоянию на конец 2021 года, за свою карьеру PartinG заработал более 480 000 долларов призовых.

## Биография

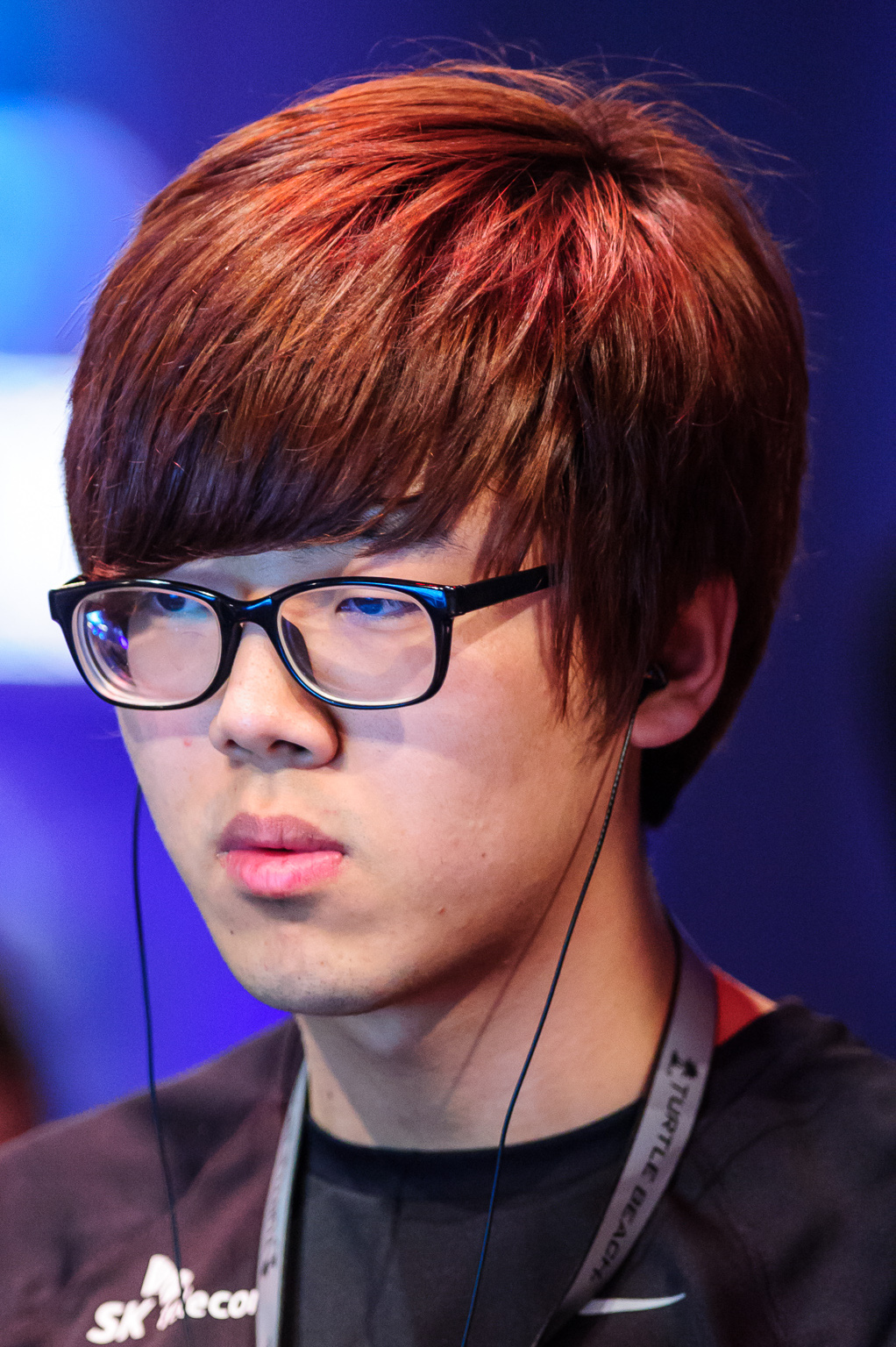
PartinG в 2013 году

В 2012 году PartinG стал чемпионом мира по версии 2012 StarCraft II World Championship Series — первого чемпионата мира, организованного Blizzard Entertainment. Он также стал чемпионом World Cyber Games того же года. Годом позже он победил на Red Bull Battle Grounds.
В 2016 году, после серебряной медали на DreamHack LotV Championship, PartinG завершил карьеру. В конце 2017 года PartinG объявил, что в 2018 году вернётся в StarCraft II. Новую карьеру он начал вступлением в команду PSISTORM Gaming. В 2019 году он вступил в китайскую команду Player 1 для участие в крупной китайской командной лиге China Team Championship.

## Стиль игры
Аналитик и историк StarCraft II Стивен «stuchiu» Чиу считает Вон Ли Сака игроком с лучшим микроконтролем в истории StarCraft II, отмечая при этом достойный уровень макро-игры, отличное исполнение алл-инов и разнообразие используемых билдов. PartinG известен своим контролем призмой; также он регулярно побеждал в играх из отставания благодаря своему микроконтролю сталкерами, бессмертными или силовыми полями.

## Достижения
- 2012 Global StarCraft II League Season 2: Code S (3—4 место)
- 2012 StarCraft II WCS: South Korea Finals (3 место)
- 2012 StarCraft II WCS: Asian Finals (2 место)
- 2012 Battle.net World Championship (1 место)
- World Cyber Games 2012 (1 место)
- 2012 GSL Blizzard Cup (2 место)
- IEM Season VII — Katowice (3—4 место)
- Red Bull Battle Grounds New York City (1 место)
- World Cyber Games 2013 (3 место)
- 2014 GSL Global Championship (2 место)
- MSI Beat IT 2014 (2 место)
- HomeStory Cup X (1 место)
- IEM Season IX — Taipei (3—4 место)
- 2015 Global StarCraft II League Season 1: Code S (2 место)
- 2015 DreamHack Open: Tours (1 место)
- IEM Season X — Shenzhen (2 место)
- MSI Masters Gaming Arena 2015 (3—4 место)
- DreamHack ROCCAT LotV Championship (2 место)
- 2019 AfreecaTV GSL Super Tournament 1 (3—4 место)
- 2020 Global StarCraft II League Season 1 (3—4 место)
- IEM Katowice 2021 (3—4 место)
- 2021 Global StarCraft II League Season 2 (3—4 место)
- DH SC2 Masters 2021 Fall: Season Finals (3—4 место)